# Suze Randall

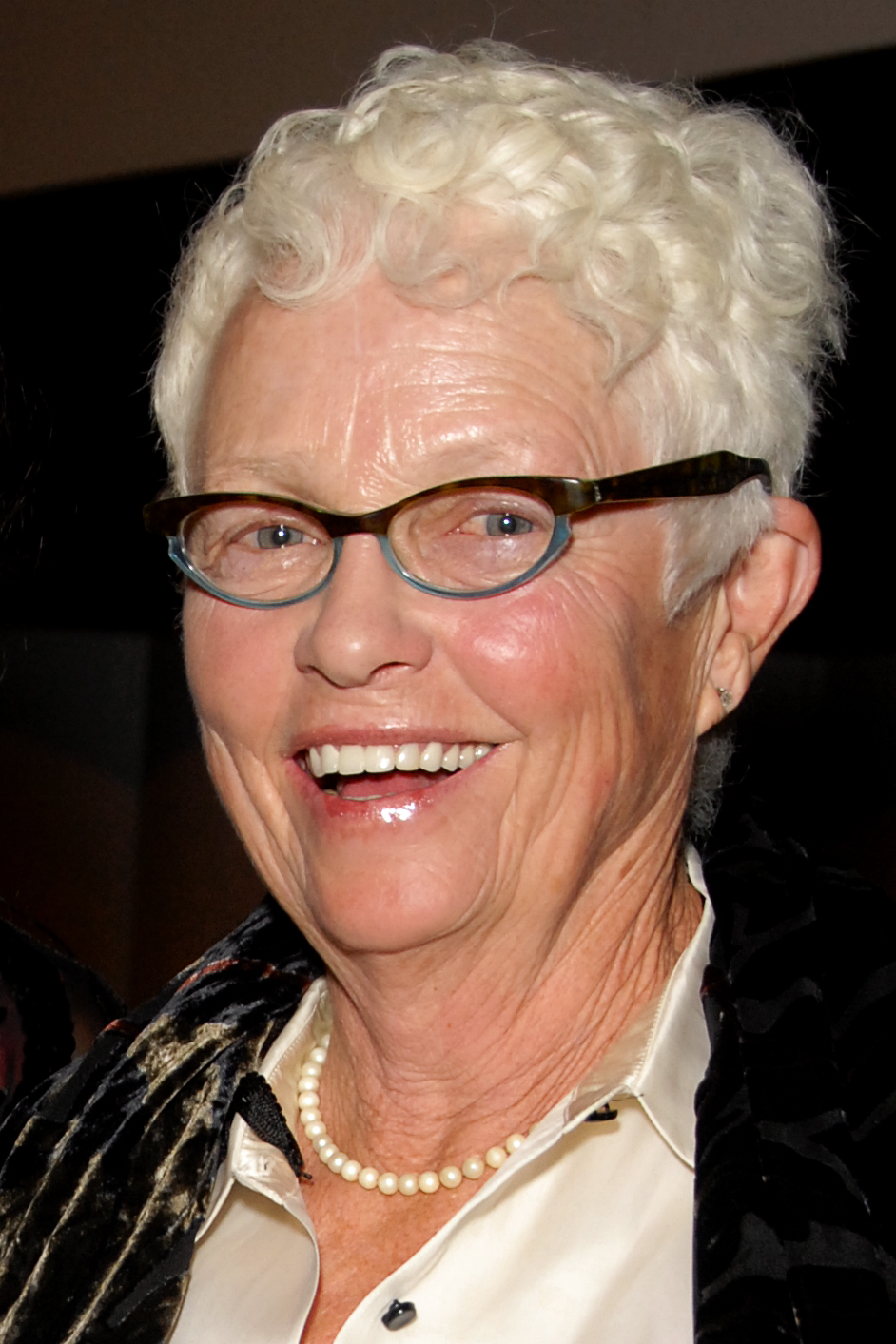
Suze Randall (2009)

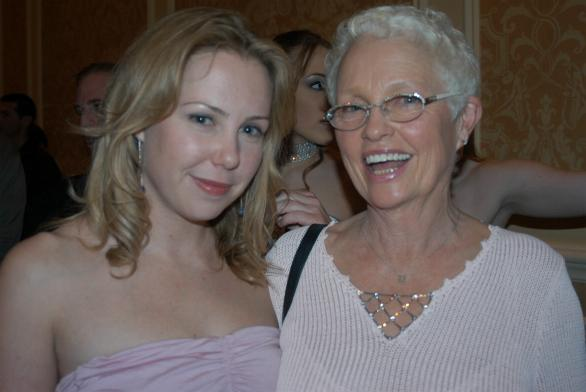
Suze Randall en haar dochter Holly Randall (2005)

Suze Randall (18 mei 1946) is een Amerikaanse fotografe gespecialiseerd in erotische fotografie.

## Biografie
Randall was de eerste vrouwelijke fotograaf voor Playboy en Hustler. Ze was haar carrière begonnen als model in de jaren 70. In 1972 had ze een rol in een film van Éric Rohmer. Ze stopte hierna met modellen- en acteerwerk en begon haar carrière als fotograaf. Tussen 1975 en 1977 werkte ze voor Playboy en tussen 1977 en 1979 voor Hustler. In de jaren 90 deed ze fotoshoots voor Penthouse. Randall fotografeerde ook albumcovers, zoals voor Peter Hook van de groep Revenge. Haar dochter, Holly Randall, is eveneens erotisch fotografe.
- Bibliothèque nationale de France: cb13883226k (data)
- Gemeinsame Normdatei: 129600709
- International Standard Name Identifier: 0000 0000 2153 0917
- Library of Congress Control Number: n78090944
- MusicBrainz: aef9ccf0-2aa5-47c7-9c7e-921ea8c390ea
- PIC: 388776
- Virtual International Authority File: 55412035
- WorldCat: E39PBJpyvphgHC3gpF9d7YcXVC